# 成人高等学校
成人高等学校，简称成人高校，是中华人民共和国教育组成之一，通过成人高等学校招生全国统一考试招收应届和往届高中、中专、职高毕业生或同等学历，以及专科毕业生。
成人高等学校，授课方式包括：脱产、业余、函授。
经教育部审定核准，學校包括以下类型：广播电视大学、职工高等学校、职业技术学院、农民高等学校、管理干部学院、教育学院、独立设置的函授学院、普通高校所属的成（继）教院，实行成人高等学校招生全国统一考试，全国统一招生，然而學生畢業後所發畢業證書會註明「成人高等教育」字樣。